# American Dad
American Dad (Originaltitel: American Dad!) ist eine 2005 im US-amerikanischen Fernsehen gestartete, schwarzhumorige Zeichentrickserie von Seth MacFarlane. Die Handlung folgt dem Familienvater Stan Smith, seiner Arbeit beim US-Geheimdienst CIA und seiner Familie mit allen dort lebenden Wesen.
Die Pilotfolge wurde am 6. Februar 2005 auf dem amerikanischen Fernsehsender Fox im Anschluss an den 39. Super Bowl gesendet. Sie verzeichnete rund 15 Millionen Zuschauer. Die reguläre Sendezeit begann am 1. Mai 2005, nach der ersten Folge der aktuellen Family-Guy-Staffel. Bis Mai 2014 wurden zehn Staffeln mit über 170 Episoden auf Fox ausgestrahlt. Zu Anfang der elften Staffel wechselte die Serie zum Kabelsender TBS. Die Ausstrahlung der ersten drei Folgen der elften Staffel war noch auf Fox zu sehen, bevor die reguläre Ausstrahlung auf TBS am 20. Oktober 2014 begann. Im November verlängerte der Sender die Serie um eine zwölfte Staffel. Am 11. Januar 2018 wurde sie um eine 16. und 17. Staffel verlängert. Am 15. Januar 2020 um eine 18. und 19. Staffel. Am 21. März 2025 wurde bekannt gegeben, dass nach dem Ende der aktuellen 21. Staffel am 24. März 2025 keine neuen Folgen mehr auf TBS ausgestrahlt werden. Die Serie soll nun zu ihrem ursprünglichen Sender Fox zurückkehren und wurde für eine 22., 23., 24. und 25. Staffel verlängert.
Die Serie lief in Deutschland seit dem 3. Mai 2006 auf MTV, im Jahr 2010 lief die Sendung auf VIVA und kehrte dorthin am 15. Oktober 2012 zurück. Vom 3. Januar 2011 bis 15. Oktober 2012 lief sie auf Comedy Central und kehrte im Juli 2013 zurück. Seit Herbst 2012 wird die Sendung auch von RTL Nitro ausgestrahlt. In Österreich wird die Sendung von Comedy Central Austria ausgestrahlt. In der Schweiz läuft die Sendung seit dem 27. November 2006 auf SF zwei. In England wird die Serie von ITV2 und Fox (UK) ausgestrahlt, in Russland auf 2x2, in Dänemark auf TV 2 Zulu und in den Niederlanden auf Comedy Central Nederland.

## Handlung
Die seit 2005 ausgestrahlte Zeichentrickserie „American Dad“ parodiert oft die patriotischen Gefühle vieler Amerikaner. Einzelne Episoden konzentrieren sich oft auf die tägliche Arbeit, das Privatleben und das Leben des CIA-Agenten Stan Smith mit seiner Familie. Stans übertriebene Sicherheitsvorkehrungen, die er aus panischer Angst vor Terroranschlägen trifft, führen oft zu kleinen Katastrophen und bizarren Fehlern. Francine, Stans faule Frau, leidet manchmal unter seinen Vorstellungen von ihrem Leben und dem typischen Musterhaushalt, der damit einhergeht. Die Kontroversen zwischen Stan, einem Konservativen mit kapitalistischen Neigungen, und seiner rebellischen, linksliberalen Tochter Hayley sorgen für eine gehörige Portion politischer Satire. Sein Sohn Steve ist ein Nerd, der lieber unauffällig bleibt und seine High-School-Sorgen lieber mit Roger bespricht, dem Außerirdischen, der entfernt an E.T. erinnert und auf dem Dachboden lebt. Nicht nur Roger redet, auch Klaus, der Goldfisch, der bei einem CIA-Unfall seinen menschlichen Körper verlor, kann äußerst anzüglich und sehr wortreich sein.

## Figuren

### Hauptfiguren (Familie Smith)

#### Stanford Smith
Stanford „Stan“ Leonard Smith ist 47 Jahre alt und arbeitet als Agent für die CIA. Er befürwortet den Kapitalismus, ist sehr religiös, konservativ und Anhänger der Republikanischen Partei; er verehrt Ronald Reagan und George W. Bush.  Zudem hatte er einen Hass auf Homosexuelle, was unter anderem die Tatsache zeigt, dass er nicht wollte, dass diese in die Republikanische Partei eintreten. Seine schlimmste Befürchtung ist die eines Terroranschlages; die Wahrscheinlichkeit für einen Anschlag zeigt er seiner Familie durch das Farbschema zur Einstufung terroristischer Gefahren, das am heimischen Kühlschrank hängt, an. In seiner Jugend war er Proband für ein Aknemittel. Dieses hatte jedoch Haarausfall als Folge, sodass Stan eine Glatze hat, die aufgrund einer Perücke nicht sichtbar ist. Stan Smith nutzt seinen Status und die technischen Mittel bei der CIA häufig, um sich selbst Vorteile zu verschaffen oder um seine Familie zu täuschen oder zu kontrollieren. In seinem Bestreben, sein Land und seine Familie vor der Terrorgefahr zu beschützen, greift Stan oft zu radikalen Mitteln und schießt häufig über das Ziel hinaus.
Stan ist sehr auf seine Mutter fixiert, so ließ er durch seinen Einfluss bei der CIA zahlreiche ihrer Verehrer verschwinden. Stans Vater ist ein Juwelendieb, der Stan im Glauben gelassen hatte, er sei Mitglied einer Geheimorganisation namens Scarlet Alliance. In Folge 72 wird er auf Kaution aus dem Gefängnis entlassen. Er verträgt sich wieder mit seinem Sohn und wird bei seiner Gerichtsverhandlung schuldig gesprochen, weshalb er wieder ins Gefängnis muss. Zudem hat Stan einen wohlhabenden Halbbruder indianischer Abstammung. In seiner Abteilung bei der CIA hat Stan den Rang des Vizeunterdirektors für vermisste fremde Agenten.

#### Francine Smith
Stans Frau Francine ist 43 Jahre alt. Nachdem sie in jüngeren Jahren ein Leben als Groupie mit zahlreichen lockeren Liebesaffären führte, ist sie seit der Hochzeit mit Stan und der Geburt der Kinder zu einer routinierten Hausfrau geworden. Dennoch versucht Francine oft, aus diesem Leben auszubrechen, etwa durch die Umsetzung eigener Geschäftsideen. Häufig versucht sie, Stans Methoden gegenüber Familie und Nachbarn abzumildern und Stan zur Raison zu bringen. Sie selbst hasst George Clooney, nachdem dieser ihr in einer Fernsehserie die Szene gestohlen hatte, und träumt davon, ihm Leid zuzufügen. In der Folge Schwule Schwangerschaft trägt sie ein Kind für Greg und Terry aus. Interessanterweise meint Roger in einer späteren Folge, Francine würde für drei Geburten doch ganz gut aussehen, was Francine empört auf zwei korrigiert.
Francine wuchs in einem Waisenhaus auf, bevor sie von chinesischstämmigen Eltern adoptiert wurde. Sie spricht daher fließend chinesisch. Eigentlich ist sie Linkshänderin, doch da die Nonnen im Waisenhaus sie dafür bestraft hatten, sah sie diese Tatsache als Gabe des Teufels und schrieb nur noch mit der rechten Hand, bis sie ihre Meinung in Folge 58 änderte.

#### Hayley Smith
Hayley Dreamsmasher (dt. Traumzerstörer) Smith ist Stans und Francines Tochter und, sehr zum Leidwesen ihres Vaters, linksliberal. Sie ist 19 Jahre alt und studiert am örtlichen College. Hayley ist (zumindest zeitweise) Vegetarierin, für rigide Waffengesetze, für Frauen-, Immigranten- und Schwulenrechte und hält die Terrorwarnungen der Regierung für übertrieben. Sie hat nie überwunden, dass George W. Bush Präsident geworden ist, und macht ihn für alles Schlechte in den USA verantwortlich. Schon allein wegen ihrer stets konträren Ansichten misstraut ihr Stan. Dem Hippiebild entsprechend ist sie, wie auch ihr Freund Jeff Fischer, Kifferin. So wird einmal in der Serie von ihr behauptet, dass sie gegen einen Joint nichts einzuwenden hätte. Wiederum in einer anderen Folge (in der Stan von Crack abhängig wird und in den Entzug muss), offenbart sie ihrer Familie diese Sucht und sagt, dass sie ebenfalls in den Entzug müsste, ihre Mutter nimmt dies aber nicht als ernste Droge und Gesundheitsrisiko wahr und winkt sie deshalb ab. Hayley ist Religionen gegenüber eher feindlich eingestellt, daher ist sie nach eigenem Bekenntnis Atheistin. Ihr Leben außerhalb des Hauses bleibt vom Kontrollwahn ihres Vaters nicht verschont. Hayley hat einen Hang zu immer wieder wechselnden Männerbekanntschaften.
Nach Seth MacFarlane ist sie eine Art radikaler Hippie.

#### Steve Smith
Steven „Steve“ Anita Smith ist Hayleys jüngerer Bruder, 15 Jahre alt, ein Geek, der mit allen Mitteln versucht, seinen sozialen Status zu verbessern und eine Freundin zu haben. Er holt sich dazu des Öfteren Rat bei seinem Vater oder Roger. Sein Charakter ist eher ängstlich, ruhig und leicht beeinflussbar. Steve geht auf die Pearl Bailey High School. Eine Zeit lang hat Steve eine Freundin namens Debbie, die aber wegen ihres starken Übergewichts von Stan nicht akzeptiert wird.
In mehreren Folgen steht er kurz davor, seine Unschuld an ein (in der Regel älteres) Mädchen zu verlieren, wozu es aber erst in Folge 245 („Das Keuschheitsgelübde“, engl. Titel: „My Purity Ball and Chain“) kommt, in der Steve am Ende der Folge seine Jungfräulichkeit an ein Mädchen namens Shannon verliert.
Steves Aussehen war anfangs ein wenig trotteliger und er wurde von Ricky Blitt synchronisiert. In der Mitte der Produktion übernahm Scott Grimes diese Aufgabe, und Steve wurde attraktiver, sodass er weniger vergleichbar mit Neil Goldman aus Family Guy wurde.

#### Klaus Heisler
Klaus ist ein sprechender Goldfisch, dessen Gehirn von der CIA mit dem eines ostdeutschen olympischen Skispringers vertauscht wurde, sodass dieser nicht die Goldmedaille gewinnen konnte. Klaus lebt jetzt bei den Smiths und ist in Francine verliebt. Er lässt keine Chance ungenutzt, ihr näher zu kommen oder ihre Aufmerksamkeit auf sich zu ziehen, z. B. durch frivole Bemerkungen oder Wichtigtuerei. Im englischen Original spricht er mit starkem deutschen Akzent und verwendet regelmäßig deutsche Begriffe; in der deutschen Version redet er in sächsischem Dialekt. Während Klaus in der englischen Fassung immer wieder mit Stolz über den Zweiten Weltkrieg und die „heroische Verteidigung“ der Deutschen gegen die Alliierten spricht, wurden diese Aussagen in der deutschsprachigen Synchronisation manchmal durch Anspielungen auf die DDR und die Stasi ersetzt.
In drei Episoden besitzt er wieder einen menschlichen Körper: Die Episode, in der Francine das Backen für sich entdeckt, die Folge, die im Jahr 2045 spielt, in der er seinem Enkel Geschichten von den Smiths erzählt und die, in der er in Stans Körper gelangt, um wieder Ski zu springen.
Als Vorbild für Klaus diente wahrscheinlich der sprechende Fisch aus dem Kinderbuch Der Kater mit Hut (The Cat in the Hat), das Dr. Seuss 1957 herausgab.

#### Roger
Roger ist ein pansexueller 1601-jähriger Außerirdischer, der Stan in Area 51 das Leben rettete und seitdem auf dem Dachboden bei der Familie wohnt. Er ist 1947 mit einem UFO in Roswell, New Mexico, abgestürzt und lebt seitdem auf der Erde. Roger liebt Fernsehen, Fastfood, Alkohol, Rauchen, Kokain, und sonst jegliche Art von Rauschmitteln. Nach eigener Aussage ist er immun gegen alle menschlichen Krankheiten. Zudem ist der Außerirdische zu allem bereit, was sein langweiliges Leben etwas aufpeppen könnte. Auch einem guten Geschäft ist er nie abgeneigt, wobei er seinen Teil nicht immer erfüllt und versucht, sich Vorteile zu erschleichen. Nach scharfem Essen produziert er einen Kothaufen aus purem Gold, der mit Edelsteinen besetzt ist, wobei er sich des Wertes seiner Ausscheidungen aber nicht bewusst ist. Roger muss sich verkleiden, wenn er das Haus verlassen will oder wenn die Smiths Besuch haben. Er besitzt für diesen Zweck eine Vielzahl ausgefallener Kostüme, jedoch entwickelt eine seiner dargestellten Figuren in der Episode Ein Roger sieht rot ein Eigenleben. Er versucht häufig, sein Umfeld zu manipulieren, um Vorteile für sich zu erlangen. Ebenso scheint er gerne aus Lust, Laune und manchmal auch aus reiner Willkür zu handeln. Nicht selten trampelt er dabei auf den Gefühlen anderer herum. Er ist jedoch selbst emotional sehr labil, etwa wenn er sich übergangen oder vernachlässigt fühlt. Er neigt dann zu Wutausbrüchen und zieht sich auf den Dachboden zurück, um sich zu betrinken oder die Zeit mit Fernsehen zu verbringen. Roger ist in einigen Bereichen gebildet. So schrieb er mehrere Hausarbeiten für Hayley. Roger lebt ursprünglich in dem Glauben, dass er von seiner Spezies auf die Erde geschickt wurde, um als der „Entscheider“ über deren Fortbestand zu entscheiden. In Staffel 5 stellt sich jedoch heraus, dass er nur als Crashtest-Dummy für die technische Demonstration eines Raumschiffes benutzt wurde und eigentlich beim Aufprall auf der Erde umkommen sollte.
Roger kann innerhalb von Sekunden seine komplette Persönlichkeit ändern und bringt dabei erstaunlicherweise auch alle möglichen Qualifikationen mit sich wie zum Beispiel als studierter Psychologe oder als erfolgreiche Hochzeitsplanerin. Außerdem hat er einen Perückenwahn, und zahlreiche Exemplare auf seinem Dachboden.

### Nebenfiguren
Avery Bullock
Bullock ist stellvertretender Direktor der CIA und Stans Chef. Im Original wird er von Patrick Stewart gesprochen und ist diesem auch optisch nachempfunden. Er gilt als sehr sachlich und führte für kurze Zeit eine Beziehung zu Hayley. Er adoptiert in einer späteren Folge ein Baby, weil er sich einsam fühlt und eine eigene Familie gründen möchte. Seine Frau wird von Terroristen in Falludscha gefangen gehalten, er macht jedoch keine Anstalten sie zu befreien, da er nicht mit Terroristen verhandelt. Als Stan dies übernahm, wurde klar, dass sie während ihrer Gefangenschaft zum Islam konvertierte und eine anti-amerikanische Fanatikerin wurde.
Greg und Terry
Greg Corbin und Terry Bates sind Nachrichtensprecher der Lokalnachrichten. Sie sind ein homosexuelles Paar, leben gemeinsam in einem Haushalt und sind Nachbarn der Smiths. Sie haben ihr Haus von Francine gekauft, als diese kurzzeitig als Immobilienmaklerin arbeitete. Terrys Vater war mal ein bekannter Footballspieler. Er findet es nicht gut, dass sein Sohn schwul ist. Terry ahnte dies schon vor seinem Outing und verschwieg ihm daher seine sexuelle Orientierung. Sie haben auch ein Kind, das Francine für sie ausgetragen hat.
Jeff Fischer
Jeff Fischer ist Hayleys Freund und später Ehemann. Sie findet ihn zuweilen langweilig, da er ihr nie widerspricht und sich mit allem einverstanden erklärt. Jeff ist wie Hayley politisch eher linksalternativ. Er tritt in der Serie mehrere Male bekifft auf. Da er kein gutes Verhältnis zu seinem Vater hat und seine Mutter die Familie verlassen hat, lebt er in einem Wohnmobil, das in einigen Episoden vor dem Haus der Smiths parkt. Jeff wurde in Florida mit Drogen erwischt, die sein Vater angebaut hat. Deswegen wurde dort ein Kopfgeld auf ihn ausgesetzt. Jeffs Vater stellte sich jedoch als der wahre Schuldige heraus. Im Laufe der Serie heiratet Jeff Hayley und zieht später auch bei den Smiths ein.
Snot, Barry und Toshi
Snot, Barry und Toshi sind Freunde von Steve. Wie Steve sind auch sie Nerds oder Geeks; sie sprechen klingonisch, können elbisch lesen, sind Rollenspieler und Trekkies.
Snot basiert auf Booger aus dem Film Die Rache der Eierköpfe und wird auch von Curtis Armstrong gesprochen, der Booger in dem Film spielte.
Barry muss sein kriminelles und aggressives Verhalten durch Pillen regulieren, die ihn aber auch sehr langsam und dumm machen. Außerdem beginnt er durch diese zu lispeln. Er ist stark übergewichtig, weswegen Stan ihn hasst und seine Eltern sich nicht für ihn interessieren.
Toshi ist japanischstämmig. Zwar ist er in den USA aufgewachsen, spricht in der Serie aber trotzdem nur japanisch, weshalb seine Aussagen von anderen Charakteren stets falsch interpretiert werden. Dem Zuschauer werden Toshis Äußerungen durch Untertitel verständlich gemacht.
Linda und Bob Memari
Das iranischstämmige Ehepaar lebt in der Nachbarschaft der Smiths. Linda ist eine Freundin von Francine. Es wird verschiedentlich angedeutet, dass sie lesbisch und in Francine verliebt ist. Obwohl Bob in Cleveland, Ohio, geboren wurde, misstraut Stan ihm sehr und hält ihn für einen Terroristen.
Reginald
Reginald ist ein Koala, dem – wie Klaus – die CIA ein menschliches Gehirn eingepflanzt hat. Er war früher ein Obdachloser, was man noch an seinem Umgangston bemerkt. Wenn er nicht gerade Aufträge für die CIA ausführt, hält sich Reginald gern am Pool der Smiths auf, und er hat zeitweise eine Schwäche für Hayley.
Brian Lewis
Brian Lewis ist der Direktor der Pearl Bailey High School, die Steve und seine Freunde besuchen. Er scheint eine undurchsichtige Vergangenheit zu haben, und sein Engagement für die Schule ist äußerst fragwürdig. Des Weiteren kennt er sich sehr gut mit Betäubungsmitteln aller Art aus. Er scheint zudem ein Glücksspielproblem zu haben, so schuldet er der „Chinesischen Mafia“ wegen Black Jack 22000 Dollar.

## Synchronisation
Die Synchronisation der Serie findet bei FFS Film- & Fernseh-Synchron GmbH in Berlin statt. Das Dialogbuch zur Serie wurde in den ersten beiden Staffeln von Marcel Collé geschrieben, ab Staffel 3 übernahm Kim Hasper diese Tätigkeit. Marcel Collé führte von der ersten Folge bis zur Folge Roger, mein außerirdischer Freund Synchronregie, für die verbleibenden Folgen der zweiten Staffel übernahm sie Marius Clarén und ab Staffel 3 teilt er diese mit Stefan Fredrich. Die Dialogbücher der 18. Staffel stammen von Martin Cichy. Die Übersetzung der Texte ins Deutsche schreibt seit Beginn der Synchronisation der Serie Jérôme Cantu, der ebenfalls die Synchronaufnahmen leitet.
Detlef Bierstedt, die langjährige Synchronstimme von Stan Smith, gab im September 2022 in einem Interview bekannt, dass er die Synchronisation aufgibt, um sich mehr auf seine Hörbucharbeiten zu konzentrieren.
| Charakter                       | Originalstimme                                           | Deutsche Stimme |
| Hauptfiguren (Familie Smith)    | Hauptfiguren (Familie Smith)                             | Hauptfiguren (Familie Smith) |
| ------------------------------- | -------------------------------------------------------- | --- |
| Stan Smith                      | Seth MacFarlane                                          | Detlef Bierstedt (Staffel 1–16) Sven Brieger (ab Staffel 17) |
| Francine Smith                  | Wendy Schaal                                             | Silvia Mißbach |
| Hayley Smith                    | Rachael MacFarlane                                       | Anja Stadlober |
| Steve Smith                     | Scott Grimes                                             | Hannes Maurer (Staffel 1–10) Michael Wiesner (ab Staffel 11) |
| Klaus Heisler                   | Dee Bradley Baker                                        | Andreas Müller |
| Roger Smith                     | Seth MacFarlane                                          | Michael Iwannek |
| Jeff Fischer                    | Jeff Fischer                                             | Marcel Collé (Staffel 1–2) Marius Clarén (Staffel 3–5) Raúl Richter (Staffel 6–13x4) Tolga Tavan (Staffel 15x06–15x13) Florian Clyde (ab Staffel 15x14)                         |
| Kollegen bei der CIA            |                                                          | |
| CIA-Direktor Avery Bullock      | Patrick Stewart                                          | Ernst Meincke (Staffel 1–4, ab Staffel 6) Frank Röth (Staffel 5) |
| Dick Reynolds                   | Stephen Root (Staffel 1–3) David Koechner (ab Staffel 4) | Peter Groeger (Staffel 1–2) Bodo Wolf (ab Staffel 4) |
| Jackson                         | Mike Henry                                               | Tim Moeseritz (Staffel 1–8) Dirk Petrick (ab Staffel 9) |
| Reginald, der Koala             | Donald Fullilove                                         | Bernhard Völger |
| Duper                           | Phill Lewis                                              | Raimund Krone |
| Freunde und Nachbarn der Smiths |                                                          | |
| Greg Corbin                     | Seth MacFarlane                                          | Dirk Müller |
| Terry Bates                     | Mike Barker (Staffel 1–11)                               | Jonas Ziegler |
| Linda Memari                    | Megyn Price                                              | Almut Zydra |
| Bob Memari                      | Ron Livingston                                           | Bernhard Völger |
| Schmuley „Snot“ Lonstein        | Curtis Armstrong                                         | Ricardo Richter (Staffel 1, ab Staffel 5) Konrad Bösherz (Staffel 2–3; abwechselnd mit Ozan Ünal) Ozan Ünal (Staffel 3; abwechselnd mit Konrad Bösherz) Tobias Nath (Staffel 4) |
| Barry Robinson                  | Eddie Kaye Thomas                                        | Wanja Gerick |
| Akiko Yoshida                   | Grey DeLisle                                             | Anita Hopt |
| Debbie Hyman                    | Lizzy Caplan                                             | Marie-Luise Schramm |
| Familienangehörige              |                                                          | |
| Mama Ling                       | Amy Hill                                                 | Luise Lunow |
| Bàba Ling                       | Tzi Ma                                                   | Peter Groeger |
| Gwen Ling                       | Uma Thurman                                              | Maja Maneiro |
| Jack Smith                      | Daran Norris                                             | Christian Rode |
| Rusty Smith                     | Lou Diamond Phillips                                     | Wolfgang Wagner |
| Wiederkehrende Figuren          |                                                          | |
| Rektor Brian Lewis              | Kevin Michael Richardson                                 | Reinhard Scheunemann (Staffel 1 und 4, ab Staffel 6) Lutz Riedel (Staffel 2) |
| Lisa Silver                     | Elizabeth Banks                                          | Yvonne Greitzke |
| Vince Chung                     | John Cho                                                 | Tommy Morgenstern |
| Capt’n Monty                    | Matt McKenna                                             | Stefan Staudinger |
| Pater Donovan                   | Martin Mull (Staffel 1–7)                                | Hans-Werner Bussinger (Staffel 1–3) Lutz Riedel (Staffel 4–7) |
| Sergei Kruglov                  | Steve Hely                                               | Waléra Kanischtscheff |
| Turlington                      | Forest Whitaker                                          | Thomas Schmuckert |
| Andere                          |                                                          | |
| Gott                            | Seth MacFarlane                                          | Stefan Staudinger |
| Präsident George W. Bush        | Chris Cox                                                | Michael Pan |
| Sinbad                          | Sinbad                                                   | Nicolas König |

## Vorspann und Schlagzeile
Der Vorspann ist mit Gesang und Musik ausgestaltet. Als kleiner Gag ändert sich bis zur vierten Staffel von Folge zu Folge die Schlagzeile einer jeweils kurz gezeigten Morgenzeitung, vergleichbar mit dem Tafel- und Couchgag bei den Simpsons. Die Schlagzeilen sind hierbei Wortspiele mit einem aktuellen politischen oder gesellschaftlichen Bezug. Einige der Schlagzeilen wurden für die deutsche TV-Fassung fehlerhaft übersetzt. Ab der fünften Staffel wurde der Vorspann geändert. Es ist nun als kleiner Gag Roger im Auto von Stan auf dem Weg zur Arbeit zu sehen, jeweils von Folge zu Folge anders verkleidet.

### Beispiele
- Democratic Party missing: feared dead (Demokratische Partei vermisst: Man befürchtet, dass sie tot ist)
- Gas prices higher than dude at Weezer concert (Benzinpreise höher als ein Typ auf einem Weezer-Konzert) – Wortspiel mit der doppelten Bedeutung von high: 1. hoch, 2. sich im Rauschzustand durch Drogen befinden
- Israel pulls out of Gaza, Gaza not pregnant (Israel zieht sich aus Gaza zurück, Gaza nicht schwanger) – Wortspiel mit To pull out: 1. sich zurückziehen, herausziehen, 2. coitus interruptus

## Allgemeines

### Langley Falls
Die Smiths leben in einer fiktiven Stadt namens „Langley Falls, Virginia“, die in der Gegend um Washington, D.C., angesiedelt ist. Der Name der Stadt ist eine Komposition. Es gibt zwei Städte mit Namen „Langley, Virginia“ und „Great Falls, Virginia“ in den USA. Die Stadt „Langley“ gibt es ebenfalls in der Realität; dort hat die CIA ihr Hauptquartier. Folglich ist dies auch ein Wortspiel. „Langley Falls“ bedeutet nicht nur „Die (Wasser-)Fälle von Langley“, sondern auch „Langley fällt“.
In Staffel 4 Episode 11 („Live and Let Fry“) sieht man auf einem Schild den Hinweis, dass Langley Falls die Schwesterstadt von Haifa in Israel ist.
In Staffel 3 Episode 5 erfährt man zudem noch, dass die Smiths in der Cherry Street 416 wohnen.

### Rogers Fähigkeit
In der Folge Homeland Insecurity startet ein Nebenstrang, der folgenübergreifend fortgesetzt wird. Er beginnt damit, dass Roger seine spezielle Fähigkeit als Alien sucht. Roger findet diese Fähigkeit nie heraus, aber der Zuschauer. Zwei Kraftwerksmitarbeiter finden einen goldenen Kothaufen im Gebüsch neben dem Kraftwerk. Er stammt von Roger und hat ähnliche Auswirkungen auf seine Umgebung wie der Ring aus Tolkiens Der Herr der Ringe. Jeder, der in den Besitz des goldenen Haufens kommt, verliert die Kontrolle über sein Leben und bringt nahestehende Personen um, damit er den Haufen behalten kann. Dieser Nebenstrang zieht sich durch die 2. Staffel (Das letzte Mal wurde die Geschichte in der 3. Folge der 3. Staffel, „Die harte Tour“ (Failure is not a factory-installed option), aufgegriffen). In der 9. Folge der 6. Staffel, Rupture's Delight, braucht Roger den Kothaufen, um sein Raumschiff zu aktivieren. Die Geschichte wird in Staffel 10 Folge 3 und Staffel 11 Folge 3 fortgesetzt.

### Rogers Baby
In der Folge Deacon Stan, Jesus Man erfährt der Zuschauer, dass Roger einen Nachkommen hat. In dieser Folge saugt Steve Smith bei einer Mund-zu-Mund-Beatmung Rogers diesem ein Ei aus seinem Körper. Daraufhin wird Steve schwanger. Als Steve die Tochter eines Nachbarn, Betsie, küsst, gibt er dieses Ei jedoch weiter. Betsie wird von ihren Eltern weggeschickt; was aus dem Alien-Ei wird, wurde bisher nicht näher erläutert.

### Die Kirche
Die Kirche in American Dad gehört zur Episkopalkirche der Vereinigten Staaten von Amerika. Auf dem Schild steht „first episcopalian“. Die Episcopal Church in the United States of America ist ein Teil der anglikanischen Kirchengemeinschaft. In der Folge Deacon Stan, Jesus Man sieht man auf einem Schild vor dem Gebäude verschiedene Aufschriften:
- Restrooms for Christians Only (Toiletten nur für Christen)
- Jesus saves … room for potatoe salad (Jesus bewahrt… Platz für Kartoffel-Salat)
- The Bible: the real Powerbook (Die Bibel: das wahre Powerbook)
- Church: You’re damned if you don’t (Kirche: Du bist verdammt, wenn du nicht [hingehst])

### Crew
- Seth Woodbury MacFarlane: Creator/Writer/Executive Producer
- Mike Barker: Creator/Writer/Executive Producer
- Matt Weitzman: Creator/Writer/Executive Producer
- David Zuckerman: Writer/Co-Executive Producer
- Rick Wiener: Writer/Co-Executive Producer
- Kenny Schwartz: Writer/Co-Executive Producer
- Nahnatchka Khan: Writer/Producer
- Mike Shipley: Writer/Co-Executive Producer
- Jim Bernstein: Writer/Co-Executive Producer
- Steve Hely: Writer/Story Editor
- Brian Boyle: Writer/Producer
- Chris McKenna: Writer/Story Editor
- Matt McKenna: Writer/Story Editor
- Dan Vebber: Writer/Supervising Producer
- Jon Fener: Writer/Supervising Producer
- Josh Bycel: Writer/Supervising Producer

## Sonstiges
- Die letzten vier Folgen der ersten Staffel waren ursprünglich der Beginn der zweiten Staffel. Aufgrund des großen Erfolgs der Serie in den USA wurden direkt nach Ende von Staffel 1 die ersten vier fertigen Folgen von Staffel 2 ausgestrahlt.
- Die Serie ist zum Teil inspiriert von All in the Family (1971).
- Good Morning USA, das Titellied der Serie, wurde von Walter Murphy geschrieben.
- In den Family-Guy-Specials Blue Harvest und Es ist eine Falle, die Parodien auf die Star-Wars-Episoden IV und VI darstellen, tauchen Roger und Klaus als Nebenfiguren auf.
- In der zweiteiligen „Family Guy“-Folge „Stewie killt Lois/Lois killt Stewie“ (Staffel 6, Episode 4/5), bricht Stewie zusammen mit Brian in das CIA-Hauptquartier ein. Dort werden sie von Stan bzw. Avery Bullock entdeckt und verfolgt.[15]
- In der letzten Folge der 2. Staffel – „Clooneys Tränen“ hat George Clooney einen Auftritt, synchronisiert seine Figur jedoch nicht selbst. Auch im Deutschen kam nicht Clooneys Stammsprecher, Detlef Bierstedt, zum Einsatz, da dieser bereits den Familienvater Stan Smith spricht. Stattdessen spricht Erich Räuker die Clooney-Figur.
- Im Jahr 2011 erschien die US-amerikanische Porno-Parodie American Dad XXX, die in freier Form Elemente des Originals aufgreift. Die Pornoindustrie würdigte die Qualität des Streifens im Jahr 2012 mit Nominierungen für den AVN Award und den XBIZ Award. Als Darsteller waren u. a. Briana Banks und Andy San Dimas sowie Evan Stone beteiligt.
- Nach Berechnungen des Medienportals DWDL.de fanden im Zeitraum vom 1. Januar bis zum 31. Dezember 2017 insgesamt 2.454 Ausstrahlungen im deutschen Free-TV statt. Damit belegte American Dad den dritten Platz in der Liste der häufigsten Ausstrahlungen während dieses Zeitraumes.[16]
- In der Folge Faking Bad aus der 9. Staffel hat Bart Simpson (Die Simpsons) einen Gastauftritt.
- In der Folge Der talentierte Mr. Dingleberry parodiert Roger die Puppe Slappy von Autor R. L. Stine.

## Deutsche DVDs
| Name     | Veröffentlichung | Kurzinformationen | Staffel | FSK          | Staffel/Episode (Folgen)     |
| -------- | ---------------- | --- | ------- | ------------ | ---------------------------- |
| Volume 1 | 21. Mai 2007     | Diese 3er DVD-Box beinhaltet die erste Staffel, sowie die ersten 6 Folgen der zweiten Staffel.                           | 1/2     | Ab 12 Jahren | S01/E01-E07 S02/E01-E06 (13) |
| Volume 2 | 11. Februar 2008 | Die DVD enthält die verbleibenden zehn Folgen der zweiten Staffel und die ersten neun der dritten.                       | 2/3     | Ab 12 Jahren | S02/E07-E16 S03/E01-E09 (19) |
| Volume 3 | 9. April 2009    | Diese DVD enthält die restlichen zehn Folgen der dritten Staffel und acht der vierten Staffel.                           | 3/4     | Ab 12 Jahren | S03/E10-E19 S04/E01-E08 (18) |
| Volume 4 | 11. Juni 2010    | Die DVD enthält die restlichen acht Folgen der vierten Staffel, sowie die ersten sechs Episoden aus der fünften Staffel. | 4/5     | Ab 12 Jahren | S04/E09-E16 S05/E01-E06 (14) |
| Volume 5 | 29. Juli 2011    | Die DVD enthält die verbleibenden 14 Folgen der fünften Staffel.                                                         | 5       | Ab 12 Jahren | S05/E07-E20 (14)             |
| Volume 6 | 25. Mai 2012     | Die DVD enthält alle 18 Folgen der sechsten Staffel.                                                                     | 6       | Ab 12 Jahren | S06/E01-E18 (18)             |

Weitere DVD-Veröffentlichungen der Serie sind laut Fox nicht mehr geplant.

## Rezeption
Die IMDb verzeichnet für den Film insgesamt 31 Nominierungen und 1 gewonnene Auszeichnung im Juni 2013 von der
ASCAP in der Kategorie Beste TV-Serie (Stand: November 2022).

„‚American Dad‘ feels like one of those tolerable side projects from famous musicians. It feels similar, so you like it, but ultimately, it's too watered-down to ever be as good as the original.“

„‚American Dad‘ wirkt wie eins dieser Nebenprojekte von berühmten Musikern. Es fühlt sich ähnlich an, also magst du es, aber im Endeffekt ist es zu schwach um jemals so gut wie das Original sein zu können.“